# Operation Silver A
Silver A war der Codename einer von der tschechoslowakischen Exilarmee durchgeführten Fallschirm-Operation gegen die NS-Besatzung während des Zweiten Weltkriegs im Gebiet des Protektorats Böhmen und Mähren (Teil der besetzten Tschechoslowakei).
Diese vierte einer Reihe von Agentenoperationen wurde von der Gruppe D (Geheimdienst) des Verteidigungsministeriums der tschechoslowakischen Exilregierung in London vorbereitet und mit Hilfe der britischen Royal Air Force (RAF) umgesetzt.

## Operationsgruppe

Mitglieder der Operationsgruppe Silver A
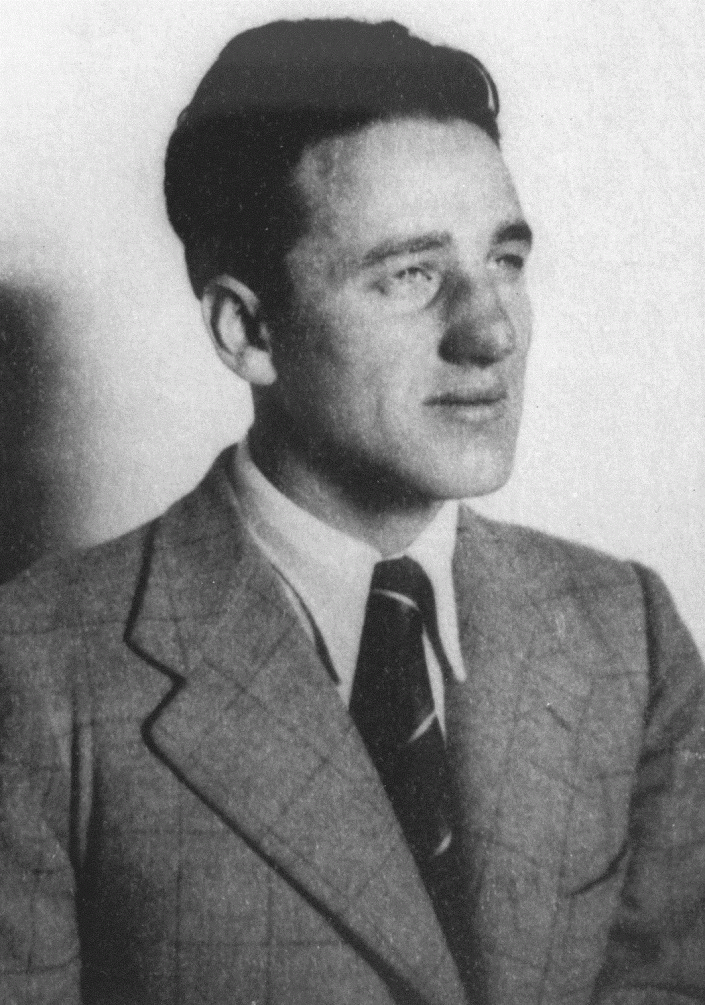
Oberleutnant Alfréd Bartoš Anführer
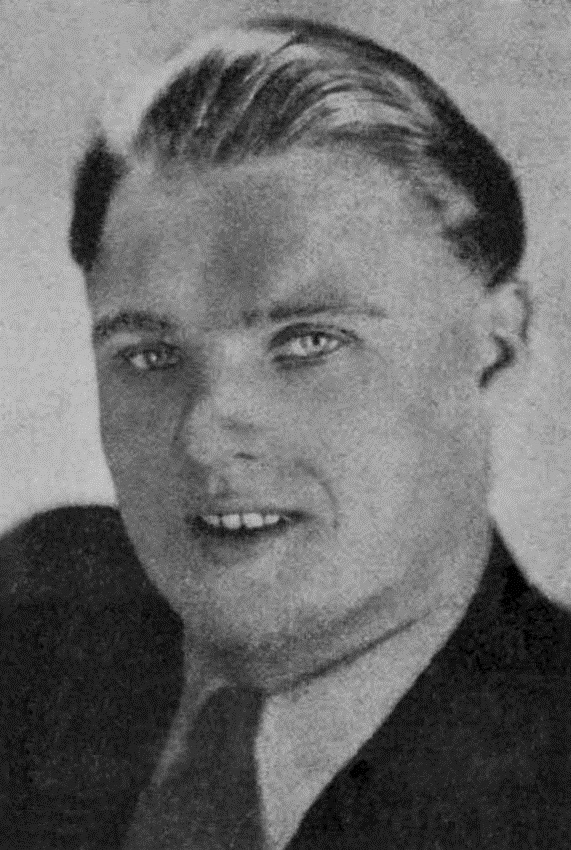
Unteroffizier Josef Valčík Stellvertreter
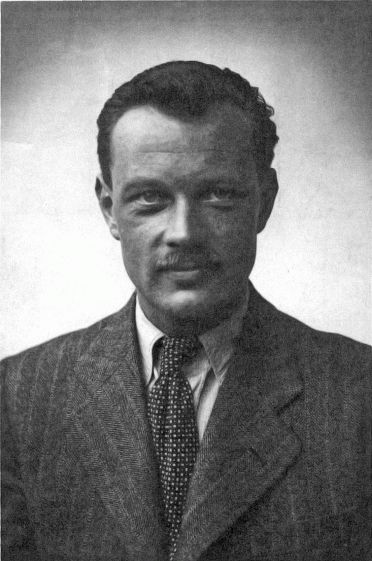
Sergeant Jiří Potůček Funker

Die dreiköpfige Operationsgruppe bestand aus
- dem Anführer Oberleutnant Alfréd Bartoš,
- seinem Stellvertreter, dem Unteroffizier Josef Valčík
- und dem Sergeanten Jiří Potůček, Kryptograph und Funker.

## Aufgaben
Die Operation sollte speziell ausgebildete Soldaten als Agenten auf dem Gebiet des Protektorats Böhmen und Mähren mit Fallschirmen absetzen, die dort den Funkverkehr mit London zu gewährleisten hatten. Zu diesem Zweck hatten sie eine Funkstation mit dem Codenamen Libuše dabei.
Als zweite Aufgabe hatte die Operationsgruppe eine nachrichtendienstliche Zelle zum Koordinieren der Aktivitäten der anderen Fallschirmagenten aufzubauen.
Wichtigste Aufgabe war jedoch, die Verbindung zu Stabskapitän Václav Morávek von der Widerstandsgruppe  Drei Könige (Tři králové), der den Kontakt mit Agent A-54 Paul Thümmel, einem Offizier der deutschen Abwehr, vermittelt hatte, der der wichtigste deutsche Informant für die Geheimdienstabteilung (Abteilung D) der tschechoslowakischen Exilregierung während des Zweiten Weltkriegs war.

## Verlauf

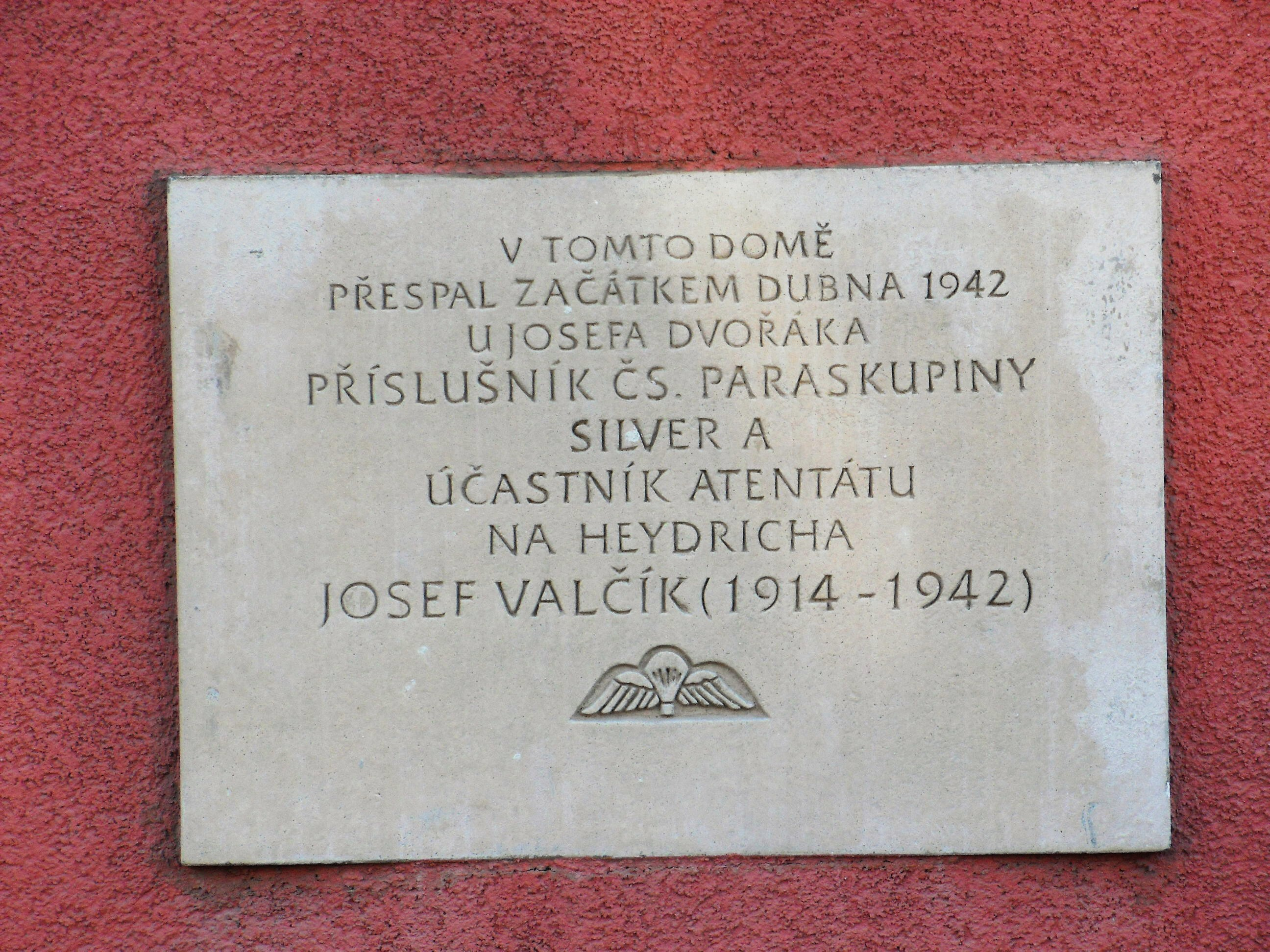
Gedenktafel für Josef Valčík auf dem Friedensplatz in Brünn

Das Flugzeug mit der Gruppe startete am Abend des 28. Dezember 1941. Der Absprung erfolgte nach Mitternacht am Folgetag. Der ursprünglich geplante Landeplatz in der Nähe des Dorfes Vyžice bei Chrudim wurde aber wegen ungenauer Navigation mit Senice bei Poděbrad um etwa 40 km verfehlt. Josef Valčík, der als Letzter aus dem Flugzeug sprang, verlor den Kontakt mit den beiden anderen Mitgliedern der Gruppe. Er traf den Anführer Alfréd Bartoš am 31. Dezember in Mikulovice im Kreis Pardubice.
Bartoš gelang es, Kontakt mit dem Widerstand herzustellen, so mit Vladimír Krajina von der ÚVOD (tschechisch Ústřední vedení odboje domácího, deutsch Zentrale Leitung des Widerstands in der Heimat) sowie Stabskapitän Morávek und Mitkämpfer der Widerstandsorganisation Obec sokolská v odboji (OSVO). In Pardubice begann die Gruppe mit dem Aufbau eines umfangreichen Netzwerks von Mitarbeitern, das in der Zeit seiner größten Aktivität mehr als 140 Mitglieder umfasste. Mit ihrer Hilfe konnte man eine Reihe von illegalen Wohnungen und die formelle Beschäftigung für Alfréd Bartoš und Josef Valčík organisieren. Valčík arbeitete als Kellner im Hotel Na Veselce.
Der Funker Potůček bekam am 15. Januar 1942 aus dem Steinbruch Hluboká in der Nähe von Miřetice Verbindung mit London. Angesichts der ständigen Bedrohung verlegte man die Funkstation mehrfach, so in die Fischereiforschungsstation in Lázně Bohdaneč, in eine Mühle in Ležáky und eine Schule in Bohdašín bei Červený Kostelec.
Václav Morávek konnte Kontakt mit Paul Thümmel aufnehmen. In der Stadt Lázně Bělohrad richtete die Gruppe eine Anlaufstelle für Fallschirmagenten beim Buchdrucker Jan Vojtíška ein.
Im März 1942 wurde die Gestapo auf mögliche geheimdienstliche Aktivitäten aufmerksam und stellte eine Falle, der aber Josef Valčík entging. Er wurde nach Prag beordert, um die Führung der Bomber auf die Škodawerke in Pilsen zu unterstützen. Dann schloss er sich der Operationsgruppe Anthropoid an und half bei den Vorbereitungen zum Attentat auf Reinhard Heydrich.
Nach dem Attentat versteckte er sich mit sechs anderen Fallschirmagenten in der Krypta der orthodoxen Kirche St. Cyril und Method (ursprünglich Karl Borromäus), wo er mit seinen Kameraden nach aussichtslosem Kampf gegen eine Übermacht von 800 Verfolgern am 18. Juni 1942 Selbstmord beging.

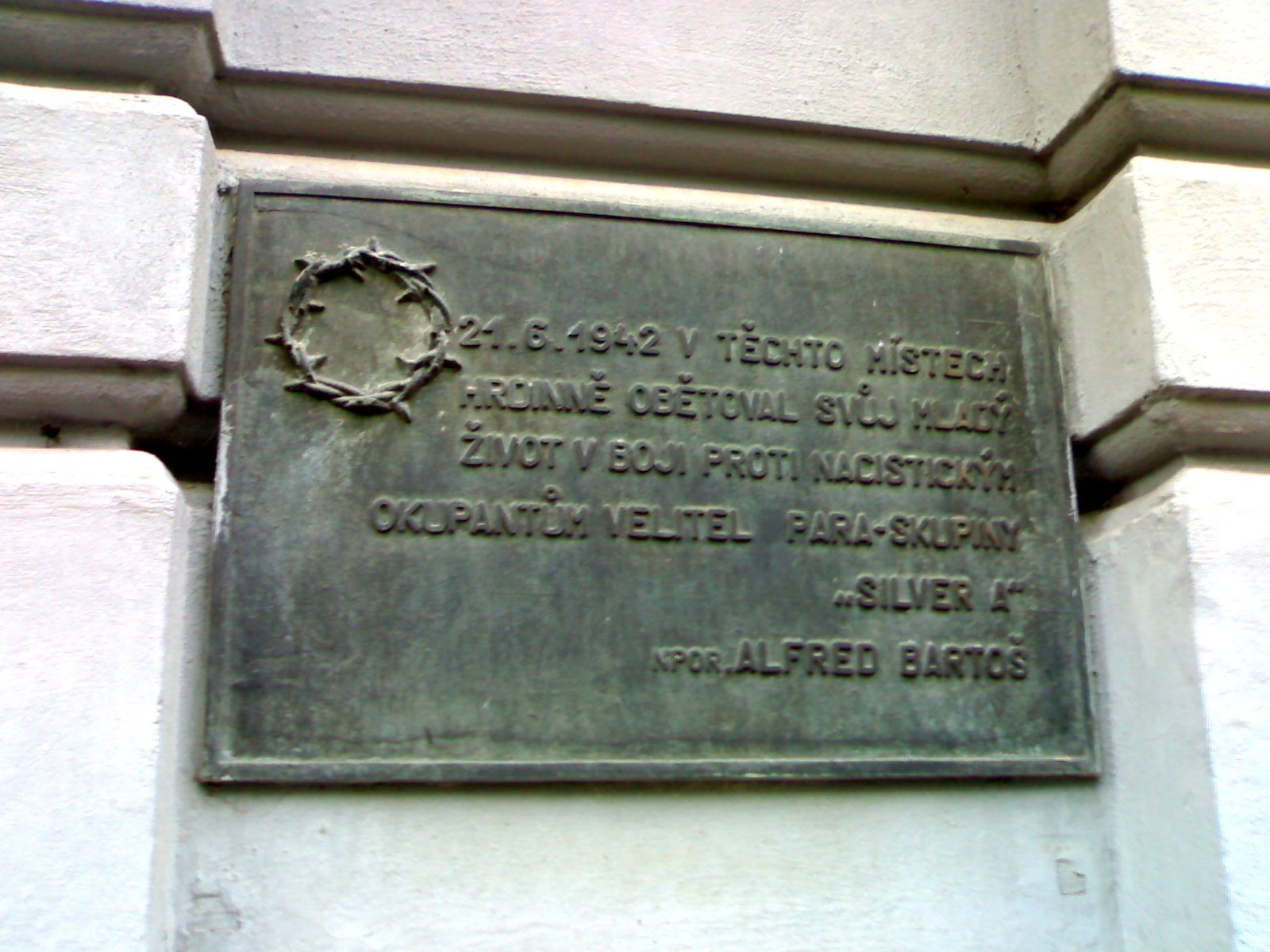
Gedenktafel in der Smilově-Straße in Pardubice

Mitte Juni begannen die Verhaftungen in der Region Pardubice. Der Gestapo gelang es, an die Adressen der von Alfréd Bartoš verwendeten sicheren Häuser heranzukommen. In einer dieser Wohnungen fand man Bartoš’ Archiv, was zu einer weiteren Welle von Verhaftungen und Hinrichtungen von Mitstreitern führte. Bei seiner Rückkehr in die bereits enttarnte Wohnung an der Smilově-Straße in Pardubice ging Bartoš der Gestapo in die Falle. In der aussichtslosen Situation richtete er seine Waffe gegen sich selbst. Tödlich verwundet wurde er ins Krankenhaus gebracht, wo er am nächsten Tag starb.
Funker Jiří Potůček zog nach Bohdašín, wo er noch bis zum 26. Juni sendete. Er wurde dann vom Landwirt Antonín Burdycha versteckt.
Die Gestapo machte für den 30. Juni einen Hinterhalt, doch gelang es Potůček, nach einem Schusswechsel zu entkommen. Er suchte an mehreren Adressen Unterschlupf, wurde aber überall abgewiesen. Erschöpft schlief er am 2. Juli 1942 in den Büschen nahe dem Dorf Rosice nad Labem ein, wo er im Schlaf vom tschechischen Gendarmen Karel Půlpán erschossen wurde.
Aus Rache für die Aktivitäten der Gruppe brannten die Deutschen am 24. Juni 1942 das Dorf Ležáky nieder (siehe den Artikel zum Ort) und brachten 37 Mitglieder des Widerstands aus der Region Pardubice und 15 aus Červený Kostelec um. Unter den Ermordeten waren Freundin und Mutter von Alfréd Bartoš sowie Vater, Mutter, Geschwister und fünf weitere Verwandte von Josef Valčík.

## Wertung
Silver A gilt als eine der erfolgreichsten Operationen der tschechoslowakischen Exilregierung in London. Die Gruppe konnte alle gestellten Aufgaben erfüllen und ihre Mitglieder zeichneten sich durch Tapferkeit und moralische Qualität aus.

## Film
Regisseur Jiří Strach drehte 2007 den zweiteiligen Fernsehfilm „Operation Silver A“. Obwohl der Film mehrere Auszeichnungen erhielt, wurde er von den Mitgliedern der Widerstandsbewegung stark kritisiert.

## Verweise